# Мелихов, Владимир Анатольевич
Влади́мир Анато́льевич Ме́лихов (род. 30 марта 1969) — советский и российский легкоатлет, специалист по тройному прыжку. Выступал в 1988—1996 годах, чемпион мира среди юниоров, победитель первенств всесоюзного и всероссийского значения, участник ряда крупных международных стартов, в том числе чемпионата мира в помещении в Торонто. Представлял Москву и Волгоград.

## Биография
Владимир Мелихов родился 30 марта 1969 года.
Занимался лёгкой атлетикой в Москве и Волгограде, проходил подготовку под руководством заслуженного тренера России Вячеслава Александровича Догонкина.
Впервые заявил о себе в тройном прыжке в сезоне 1988 года, когда одержал победу на соревнованиях в Симферополе. В составе советской сборной принимал участие в юниорском мировом первенстве в Садбери — здесь так же превзошёл всех соперников и завоевал золотую медаль.
В 1989 году победил на турнире в Москве.
В 1990 году завоевал бронзовую награду на чемпионате СССР в Киеве, был лучшим на турнирах в Горьком и Волгограде.
В 1991 году стал бронзовым призёром на международном турнире в Бад-Канштатте.
В августе 1992 года получил серебро на международном турнире в Праге.
После распада Советского Союза Мелихов ещё в течение некоторого времени оставался действующим спортсменом, активно стартовал на всероссийских соревнованиях и выступал за российскую сборную. Так, в 1993 году с личным рекордом 17,17 он выиграл серебряную медаль на зимнем чемпионате России в Москве, представлял Россию на чемпионате мира в помещении в Торонто — в финале тройного прыжка показал результат 17,07 метра, расположившись в итоговом протоколе соревнований на четвёртой строке. Также в этом сезоне на международном турнире в Бад-Канштатте установил свой личный рекорд на открытом стадионе — 17,28. Добавил в послужной список победу на турнире в испанском городе Манреса.
Завершил спортивную карьеру по окончании сезона 1996 года.